# Ле-Мазюр
Ле-Мазю́р (фр. Les Mazures) — коммуна во Франции, находится в регионе Шампань — Арденны. Департамент — Арденны. Входит в состав кантона Ранве. Округ коммуны — Шарлевиль-Мезьер.
Код INSEE коммуны — 08284.
Коммуна расположена приблизительно в 210 км к северо-востоку от Парижа, в 110 км севернее Шалон-ан-Шампани, в 15 км к северо-западу от Шарлевиль-Мезьера. По территории коммуны течет река Фо на которой устроено водохранилище Вьей-Форж.

## Население
Население коммуны на 2008 год составляло 948 человек.
| 1962 | 1968 | 1975 | 1982 | 1990 | 1999 | 2008 |
| ---- | ---- | ---- | ---- | ---- | ---- | ---- |
| 798  | 922  | 789  | 781  | 738  | 774  | 948  |

## Администрация
| Период | Период | Фамилия         | Партия | Должность |
| ------ | ------ | --------------- | ------ | --------- |
| 2001   | 2008   | Кристиан Кашар  |        |           |
| 2008   |        | Элизабет Бонийо |        |           |

## Экономика
В 2007 году среди 586 человек в трудоспособном возрасте (15—64 лет) 443 были экономически активными, 143 — неактивными (показатель активности — 75,6 %, в 1999 году было 69,7 %). Из 443 активных работали 398 человек (221 мужчина и 177 женщин), безработных было 45 (19 мужчин и 26 женщин). Среди 143 неактивных 49 человек были учениками или студентами, 43 — пенсионерами, 51 были неактивными по другим причинам.

## Фотогалерея

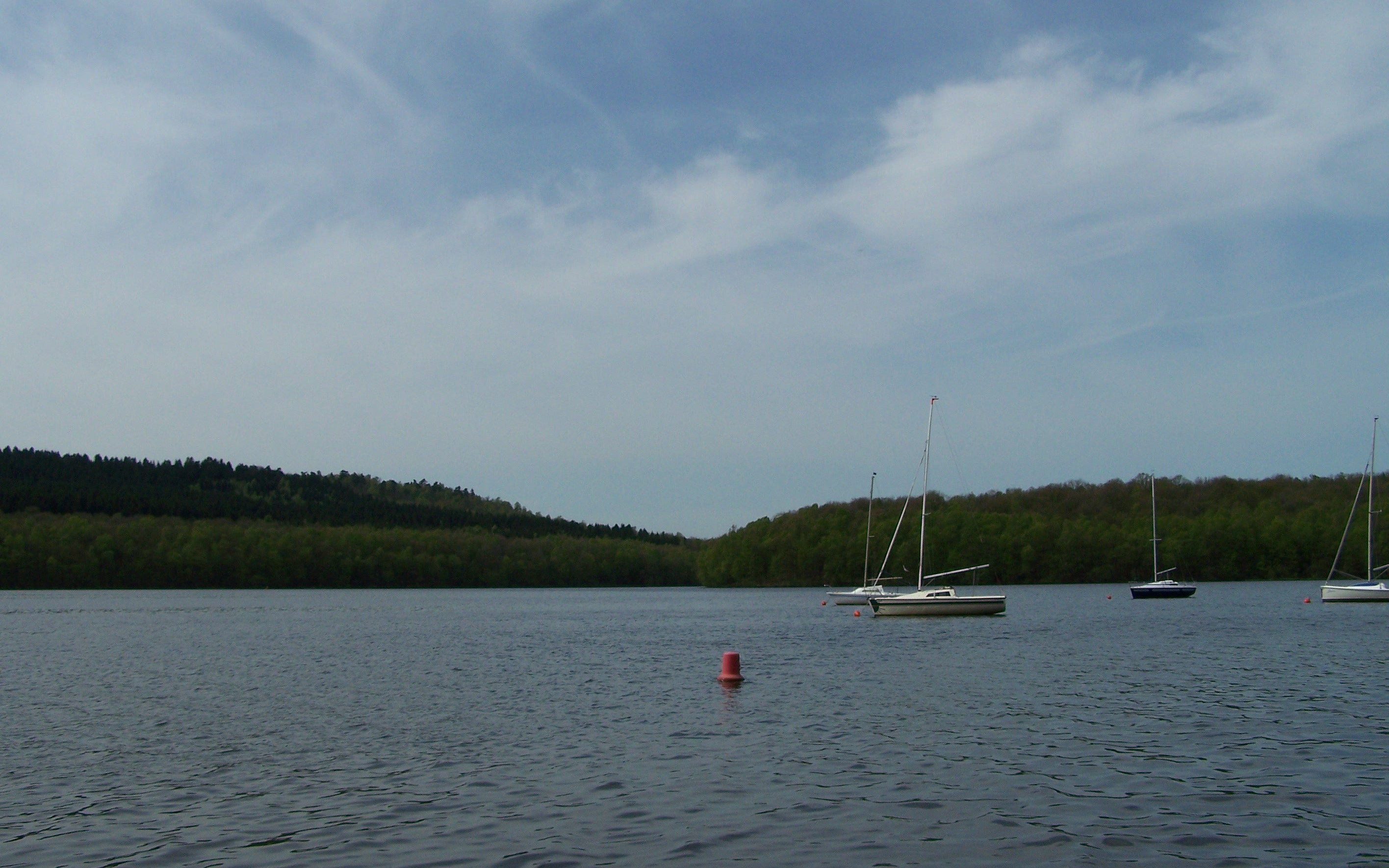
Озеро Вьей-Форж
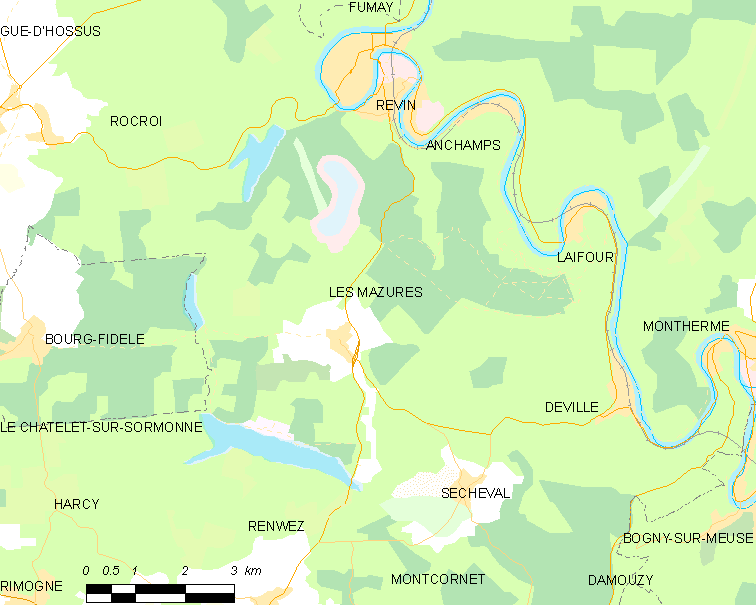
Карта коммуны